# Queue (Billard)

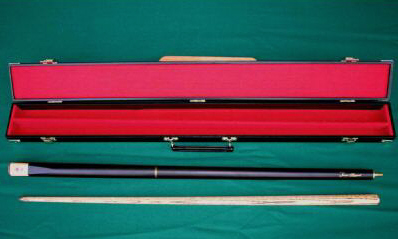
Snookerqueue

Ein Queue [kø] (Artikel: dt. das oder der, österr. nur der; franz. la queue; engl. cue) ist ein schmaler gerader Stab, mit dem beim Billardspiel die Bälle bewegt werden. Queues setzten sich ab Mitte des 18. Jahrhunderts anstelle der bis dahin üblichen gebogenen Schläger durch.

## Geschichte

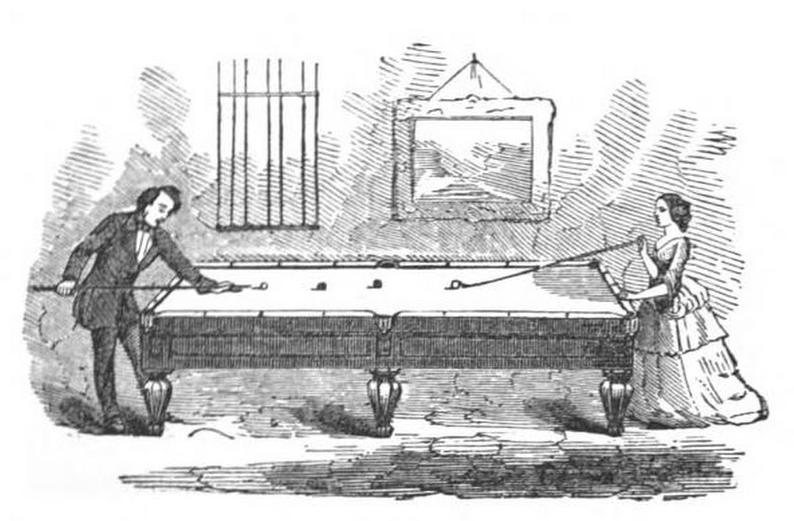
Mann spielt Billard mit einem Queue, Dame mit einem Mace (Schieber). Illustration von Michael Phelan aus seinem Buch „The Game of Billard“, erschienen 1859.

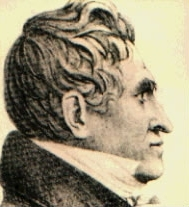
François Mingaud

Da sich das Billardspiel aus dem Paille-Maille und dem Krocket entwickelt hat, ist es ein auf den Tisch gebrachtes Rasenspiel; deshalb sahen die Queues in der Anfangszeit dem Rasenspiel ähnlich, nämlich hammerförmig. Aus dieser Form, dem Mace, die sich als nicht sonderlich brauchbar herausstellte, wurde im Laufe der Zeit der Queue weiterentwickelt, um eine zielgenauere Laufbahn der Bälle zu erreichen. Zu diesem Zeitpunkt wechselte die Ballbewegung von einem Schlagen zu einem Schieben der Bälle. Aus der vormaligen Hammerform wurde die T-artige Bauweise so abgewandelt, dass das Endstück nun nicht mehr quer zum Stiel, sondern in Längsrichtung auf dem nun leicht gebogenen Stiel axial angebracht war. Das dem Ball zugewandte Ende war dem Ballradius angepasst, also leicht konkav. Damit konnten die Bälle nun exakter geschoben werden. Man stellte aber daraufhin fest, dass man damit immer noch nicht die gewünschte oder auch benötigte Stoßstärke bzw. Zielgenauigkeit erreichen konnte. Bei stärkeren Stößen berührte man den Ball mit einem der äußeren Enden der Verdickung, aber er lief meistens nicht in die gewünschte Richtung. Deshalb wurde das Vorderstück entfernt und der Stiel als gerade, ungebogene Variante entwickelt. Zu dieser Zeit hatte der Queue an der Spitze noch keine Pomeranze (Leder). Diese wurde erst durch den Franzosen François Mingaud, der gerade eine Haftstrafe im Gefängnis verbüßte, 1807 erfunden. Damit war es nun möglich, die Bälle mit Effet zu spielen. Durch seine Weiterentwicklung und Forschung auf diesem Gebiet erhielt er den Titel Professeur de Billard.

## Eigenschaften
Das Queue besteht entweder aus Holz oder aus mit Glas- oder Kohlenstofffasern verstärktem Kunststoff oder Aluminium. Die beiden letztgenannten Bauformen sind eher unüblich und kommen oft nur als preisgünstige Variante als Hallen-Queues vor. Es gibt auch Hersteller, die Holz-Queues mit einem metallverstärkten Kern anbieten (z. B. Cuetech).
Die Holzarten, die verwendet werden, sind unterschiedlich, wie die Härtegrade, womit unterschiedliche Eigenschaften entstehen. Was hierbei besser oder schlechter ist, lässt sich nicht sagen, da es jeder Spieler individuell für sich entscheiden muss. Tatsache ist, dass sich ein weicheres Oberteil stärker durchbiegt als ein hartes. Mit einem weichen Oberteil fällt es jedoch leichter, dem Spielball Effet mitzugeben, da es wegen seiner Elastizität länger Kontakt zum Ball hat. Je besser ein Spieler ist, desto eher tendiert er zu einem härteren Holz. Das härtere Holz erlaubt wegen der geringeren Elastizität genaueres Spiel, erfordert dafür aber eine bessere Stoßtechnik, um den jeweils erforderlichen Effekt zu bewirken.
Das Gesamtgewicht des Queues ist ebenso von Bedeutung wie das Leder, das als Spitze (Pomeranze) verwendet wird. Auch hier gibt es zahlreiche Varianten, die sich im Detail unterscheiden. Bei professionellen Queues wird die Pomeranze aufgeklebt, was im Vergleich zu einer aufgeschraubten Pomeranze einen besseren Kontakt ermöglicht.
Bei der Herstellung wird die Holzoberfläche des Queues abschließend mit Lack versiegelt. Dieser Schutz sollte vor dem Gebrauch im oberen Bereich abgeschliffen werden, (was mittlerweile schon in der Fabrik geschieht), weil das geschliffene Holz beim Stoßen besser über die Finger gleitet. Schleifpapiere sowie Schleif- und Poliergewebe (Micro-Mesh mm) mit Korngrößen von 700 bis 12.000 können verwendet werden, um das Holz im oberen Bereich zu polieren und von oberflächlichem Schmutz zu befreien. Allerdings wird mit jedem Poliervorgang etwas Material abgetragen. Manche Spieler bevorzugen daher eine Reinigung des Holzes mit einem mit Wasser und einem Reinigungsmittel angefeuchteten Schwamm. Nach einer solchen feuchten Reinigung (die auch umstritten ist) muss das Holz fest mit einem sauberen Stück Papier, Leder oder Stoff abgerieben werden, um das Holz wieder zu glätten und gleitfähig zu machen. Spezialpflegemittel finden sich im einschlägigen Fachhandel. Spieler, die diesen Sport regelmäßig betreiben, spielen sich mit ihrem Queue ein und kennen die Eigenschaften ihres Spielgeräts natürlich genau. Eine Umstellung auf ein neues Queue ist oft nicht einfach und dauert auch seine Zeit.
Die verschiedenen Spielarten des Billardsports erfordern auch unterschiedliche Queues. Die Queues unterscheiden sich in erster Linie durch verschiedene Pomeranzengrößen. Es gilt, das feine Spiel einer kleineren Pomeranze gegen das stoßkräftige Spiel einer breiteren Pomeranze abzuwägen.

## Bestandteile

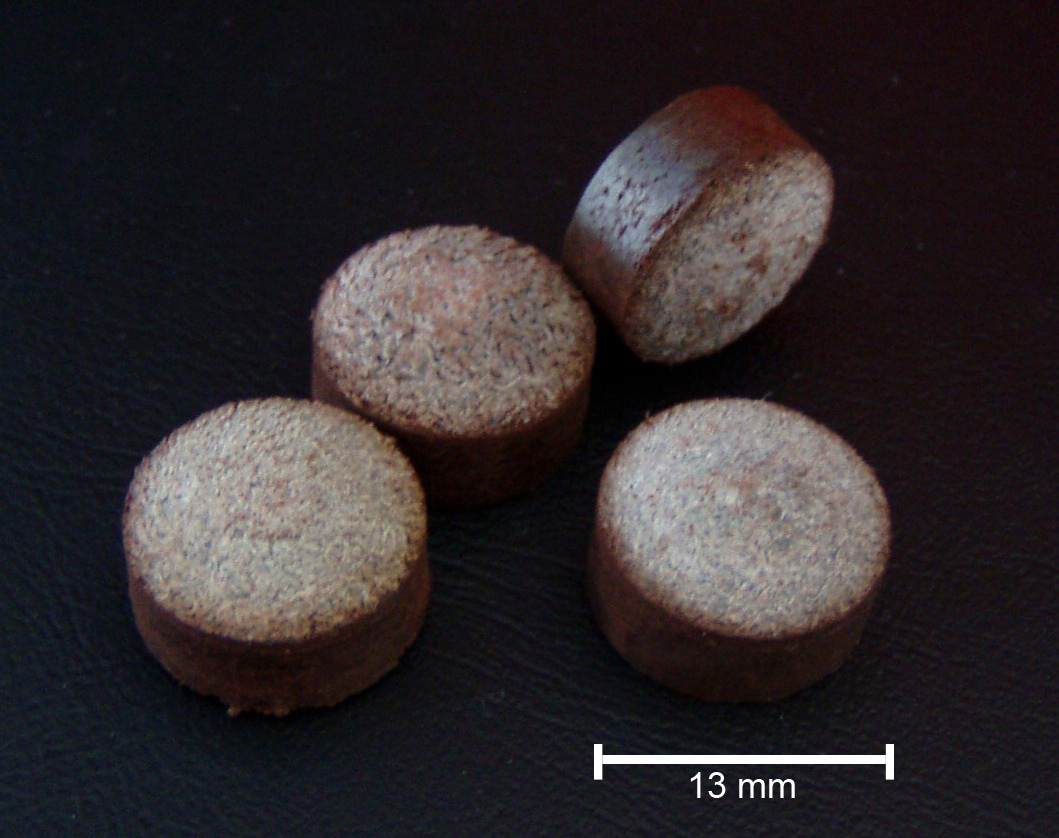
Vier einzelne Leder (Klebe-Pomeranzen) in Nahaufnahme

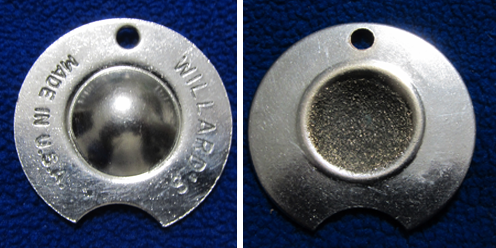
Pomeranzenformer oder Aufrauer

Die meisten Queues sind nicht aus einem Stück Holz gedrechselt, sondern bestehen aus mehreren Teilen. Diese werden hier am Beispiel eines Poolbillard-Queues erklärt.

### Das Oberteil
Das Oberteil gibt den Stoß vom Schwungarm des Spielers am Unterteil an den Spielball weiter. Härteres und weicheres Holz bei der Verarbeitung des Oberteils ergeben besondere Spieleigenschaften im Spiel. Härteres, mehrfach geschichtetes Holz gibt zum Beispiel einen genaueren Stoß wieder, dafür ist es mit einem weicheren Oberteil einfacher, Effet einzusetzen.
Einige Oberteile sind nicht aus einem durchgehenden Holzstück gefertigt, sondern in einer Laminiertechnik aus mehreren Schichten zusammengesetzt. Durch diese Laminatkonstruktion ändert sich die seitliche Nachgiebigkeit des obersten Abschnittes der Spitze. Mit dieser Änderung erreicht man, dass der weiße Spielball beim seitlichen Anspielen (Effetstoß) weniger stark von der gewollten geraden Grundrichtung abweicht, damit wird das Zielen bei Effetstößen erleichtert.
Mittlerweile werden von einigen Poolqueue-Herstellern spezielle low-deflection-Oberteile (geringe Abweichung) angeboten. Die meisten dieser Oberteile haben  eine Gewichtsreduzierung im ersten Viertel gemeinsam. Manche durch eine Hohlbohrung, andere durch einen Carbon-Kern. Durch diese Gewichtsreduzierung wird der weiße Spielball beim seitlichen Anschneiden weniger von der gewollten Grundrichtung abgelenkt. Eine weitere Verbesserung dieser Eigenschaft ist ein konischer Schaft gegenüber dem parallelen Schaft.

#### Die Pomeranze

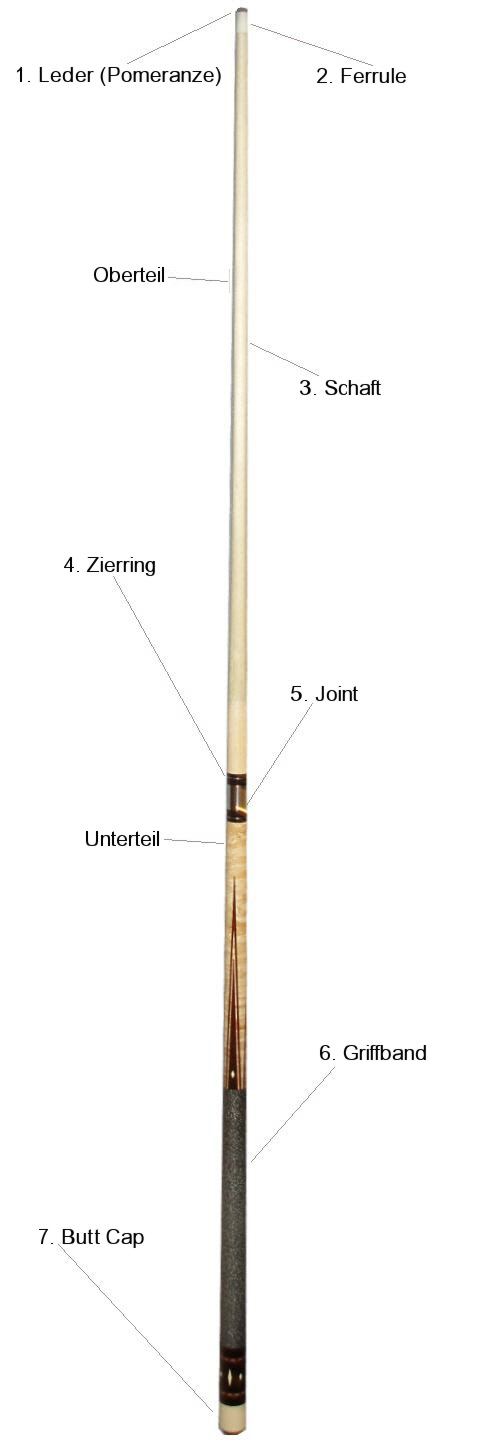
Pool-Queue mit Beschriftung einzelner Bestandteile

Die Pomeranze gibt es in den Varianten einschichtig und mehrschichtig, wobei die mehrlagigen als höherwertig gelten. Das Material der meisten bekannten Pomeranzen ist Schweinsleder. Die Lederspitzen können aufgeschraubt oder, wie bei hochwertigen Queues, aufgeklebt werden. Bei einem Poolqueue wie dem rechts abgebildeten wird normalerweise ein Leder mit einem Durchmesser von 12 bis 13 mm, bei Snookerqueues 9 bis 10 mm und bei Karambolagequeues 11 mm verwendet. Durch Abrunden und Aufrauen der Pomeranze nimmt sie mehr Kreide auf, und es ist möglich, mehr Effet im Stoß zu verwenden.
Außerdem gibt es Unterscheidungen zwischen weichen und harten Pomeranzen. Je härter diese Pomeranze ist, desto leichter ist es, einen kräftigen Stoß auszuführen. Allerdings wird es mit zunehmender Härte der Pomeranze immer schwieriger, einen Stoß mit viel Effet auszuführen.
Um eine bessere Annahme der Kreide durch die Pomeranze zu gewährleisten, werden sogenannte Aufreiber verwendet. Sie rauen dabei das neue, gestoßene oder gestauchte und damit glatte Leder auf. Die einfacheren Ausführungen sind einer planen Stahlplatte mit Waffelmuster ähnlich. Sie werden schlagartig auf der Pomeranze angewendet. Eine bessere Ausführung ähnelt einem UFO, hat also eine kugelabschnittförmige Ausbuchtung in der Mitte und eine hutartige Krempe an der Außenseite. Auf der Innenseite ist eine Schicht von Diamantenstaub aufgebracht, um das Leder aufzurauen. Die Krempe hat eine für die Idealform des Pomeranzenquerschnitts gewölbten Ausschnitt, mit dem die Schleifform des Leders überprüft werden kann. Das Schleifen der Pomeranze ist insofern wichtig, da neue oder abgestoßene, gestauchte Leder die Haftfläche verringern. Die zweite Bauform wird drehend angewendet.

#### Die Ferrule
Auf diesem meist aus Kunststoff (z. B. dem elfenbeinähnlichen Elforyn), Elfenbein oder (bei Snookerqueues) Messing bestehenden Teil werden die Lederspitzen angebracht. Die Ferrule schützt den Rest des Queues vor Rissen und dämpft harte Stöße gezielt ab.
Die Ferrule von Break- oder Jumpqueues unterscheidet sich von der eines normalen Spielqueues, da diese Queues mehr Stoßkraft aushalten müssen, deshalb sind sie meist aus Stoffen mit höherer Festigkeit gefertigt.

#### Der Schaft
Der sogenannte Schaft ist das Hauptteil des Oberteils. Er besteht aus Holz, bei hochwertigen Queues aus gut abgelagertem und schonend bearbeitetem Ahornholz. Manche Hersteller verwenden hierfür mehrfach geschichtetes und gepresstes Holz. Unterschiede gibt es noch beim Schliff. Poolqueues haben entweder einen konischen oder einen parallelen Schliff. Snookerqueues haben dagegen nur einen konischen Schliff. Dieser Teil des Queues wird beim Stoßen durch die Finger des Spielers geführt und muss daher mit bestimmten Pflege- und Reinigungsmitteln regelmäßig vom Schmutz der Billardkreide und dem Fett der Finger gesäubert werden.

#### Der Zierring
Der Zierring ist das untere Ende des Queue-Oberteils und wird direkt am Übergang zwischen sichtbarem Holz und der Verschraubung (Joint) angebracht.

### Das Unterteil
Am Unterteil greift der Spieler und erzeugt damit den Schwung des Queues. Zwischen Joint und Griffband sowie zwischen Griffband und Butt Cap befinden sich bei teuren Queues Intarsien (im Beispielbild diverse Edelhölzer und Elfenbein) oder bei billig verarbeiteten Queues bedruckte Folien. Das komplette Unterteil ist mit einer Schutzschicht aus Klarlack versehen.

#### DerJoint
Das Verbindungsstück zwischen Ober- und Unterteil nennt man Joint. Es ist meist aus Holz, Messing, Kunststoff, Elfenbein oder poliertem Stahl gefertigt. Das Gewinde verspannt Ober- und Unterteil, damit die Stoßenergie über die Kontaktflächen der Hälften weitergegeben werden kann.
Die Verbindung ist als Schraubgewinde ausgeführt. Die Schraube wird bei Poolqueues üblicherweise aus Stahl oder Messing gefertigt – das Gewinde kann aus Holz, Kunststoff, Stahl oder Messing bestehen. Die Maße des Gewindes werden in Zoll angegeben – ein z. B. als 5/16×14 bezeichnetes Gewinde hat einen Außendurchmesser von 5/16 Zoll (7,9 mm) bei 14 Gewindegängen pro Zoll. Neben den durchgängigen Schraubgewinden finden sich auch Schnellverschlussausführungen, bei denen nur am Fuß der Schraube ca. 3 Gewindegänge eingeschnitten sind, der restliche gewindelose Teil des Bolzens wird einfach eingeschoben.

#### DerForearm
Der Bereich zwischen Joint und Griffband wird als Forearm bezeichnet. Durch Intarsien aus Edelhölzern oder -steinen im Forearm werden das Design, das Gewicht und die Gewichtsverteilung erheblich mitbestimmt.

#### Das Griffband
Hier greift der Spieler das Queue am komfortabelsten. Um Schweiß aufzusaugen und ein gutes Spielgefühl zu geben, wird hier häufig gewickeltes Irish Linen verwendet. Aber auch Ausführungen aus Nylon, Leder oder mit überlackiertem Griffband sind häufig anzutreffen.

#### DieButt Cap
Das Endstück des Queues hat die Aufgabe, das Queue nach unten hin zu schützen. Während man hier im Inneren eine Gewichtsschraube finden kann (Poolqueues wiegen komplett mit Ober- und Unterteil meist zwischen 18 und 20 oz., dies entspricht 510 bis 567 g), ist außen in der Regel bei den teureren Marken-Queues das eingravierte bzw. durch Intarsien realisierte Markenlogo zu sehen. Abschließend schützt ein Gummipuffer (Bumper) das Queue.

#### Technischer Aufbau
Es gibt mehrere Bauweisen für das Unterteil.
Im einfachsten Fall wird das Unterteil aus einem massiven, durchgängigen Stück Holz gefertigt. Diese Bauweise findet sich nur bei sehr einfachen Queues – meist ist das Unterteil in zwei oder drei Segmente unterteilt.
In der sogenannten Full-Splice-Technik besteht das Unterteil aus zwei Segmenten, die an der Übergangsstelle gezackt gearbeitet sind. Die Zacken greifen bündig ineinander. Die beiden Segmente werden dabei üblicherweise aus verschiedenen Hölzern gefertigt, so dass die Verbindung deutlich sichtbar ist und zugleich einen Teil des optischen Designs darstellt.
Die mittlerweile häufiger anzutreffende Bauweise gliedert den Unterteil in drei Abschnitte: Butt, Griffbereich und Forearm sind jeweils aus einem einzelnen Stück Holz gefertigt. Die Zacken des klassischen Fullsplice–Queues werden dabei häufig durch Einlagen aus anderem Holz oder bei günstigen Queues durch Aufkleber imitiert. Häufig werden die drei Abschnitte des Unterteiles ausgebohrt und mit einem massiven Stück Ahornholz gefüttert. Damit wird eine durch schwere Echthölzer veränderte Balance korrigiert oder ein zu hohes Gewicht reduziert.

## Hilfsqueues
Beim Pool und insbesondere beim Snooker kann es vorkommen, dass der Spielball ungünstig liegt und nicht mit eigenen Mitteln erreicht werden kann. In diesem Fall greift der Spieler zu Hilfsqueues, salopp auch Oma genannt. Es gibt sie in verschiedenen Ausführungen. Der Standardhilfsqueue (engl. Rest)  hat eine X-förmige Spitze mit zwei unterschiedlichen Höhen, in deren oberen Winkel das Queue gelegt wird. Wenn jedoch vor dem Spielball noch andere Objektbälle liegen, verwendet man besser den erhöhten Hilfsqueue (Spider, Extended Spider oder Schwan).

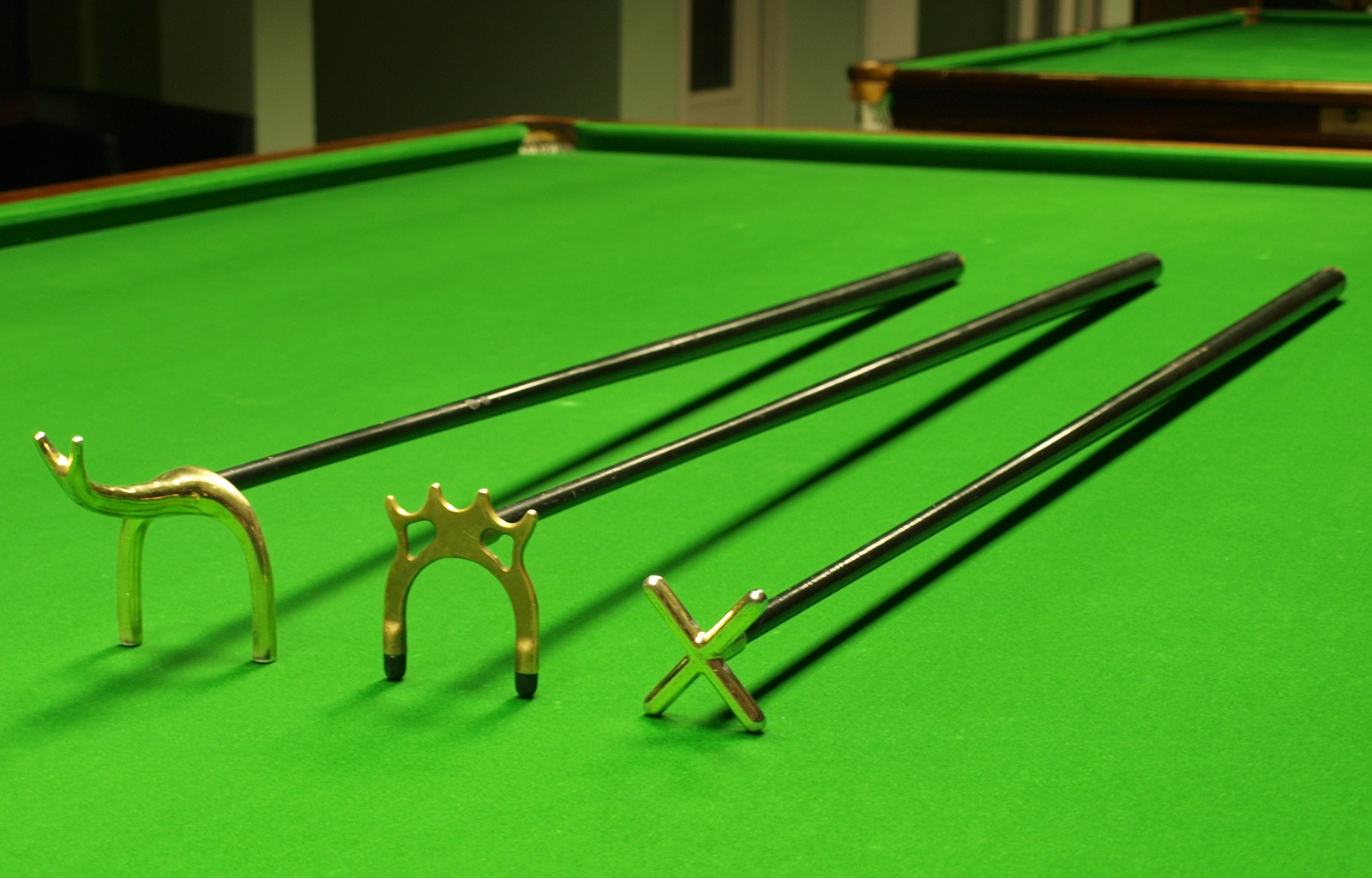
Drei verschiedene Hilfsqueues
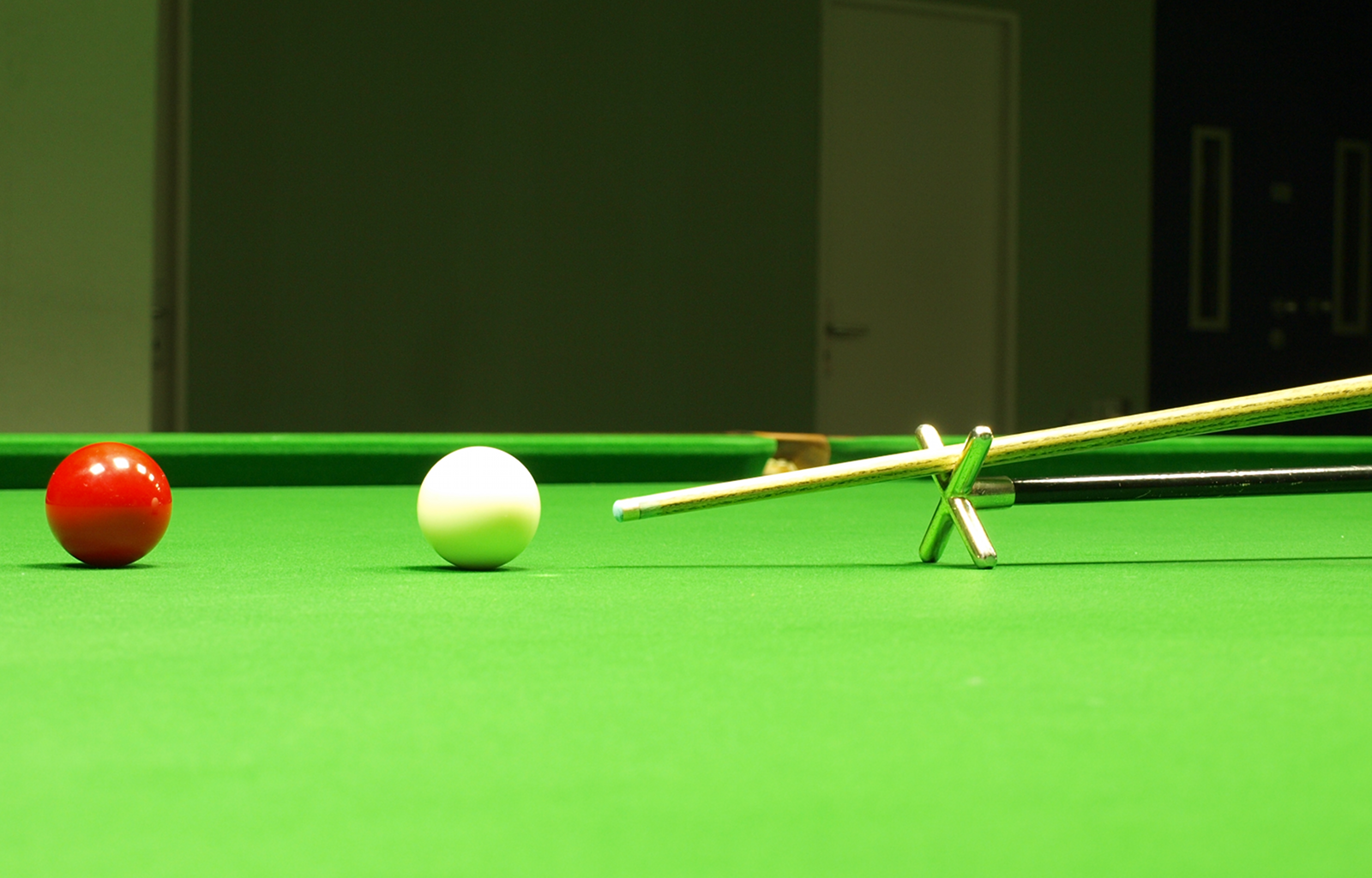
Standardhilfsqueue
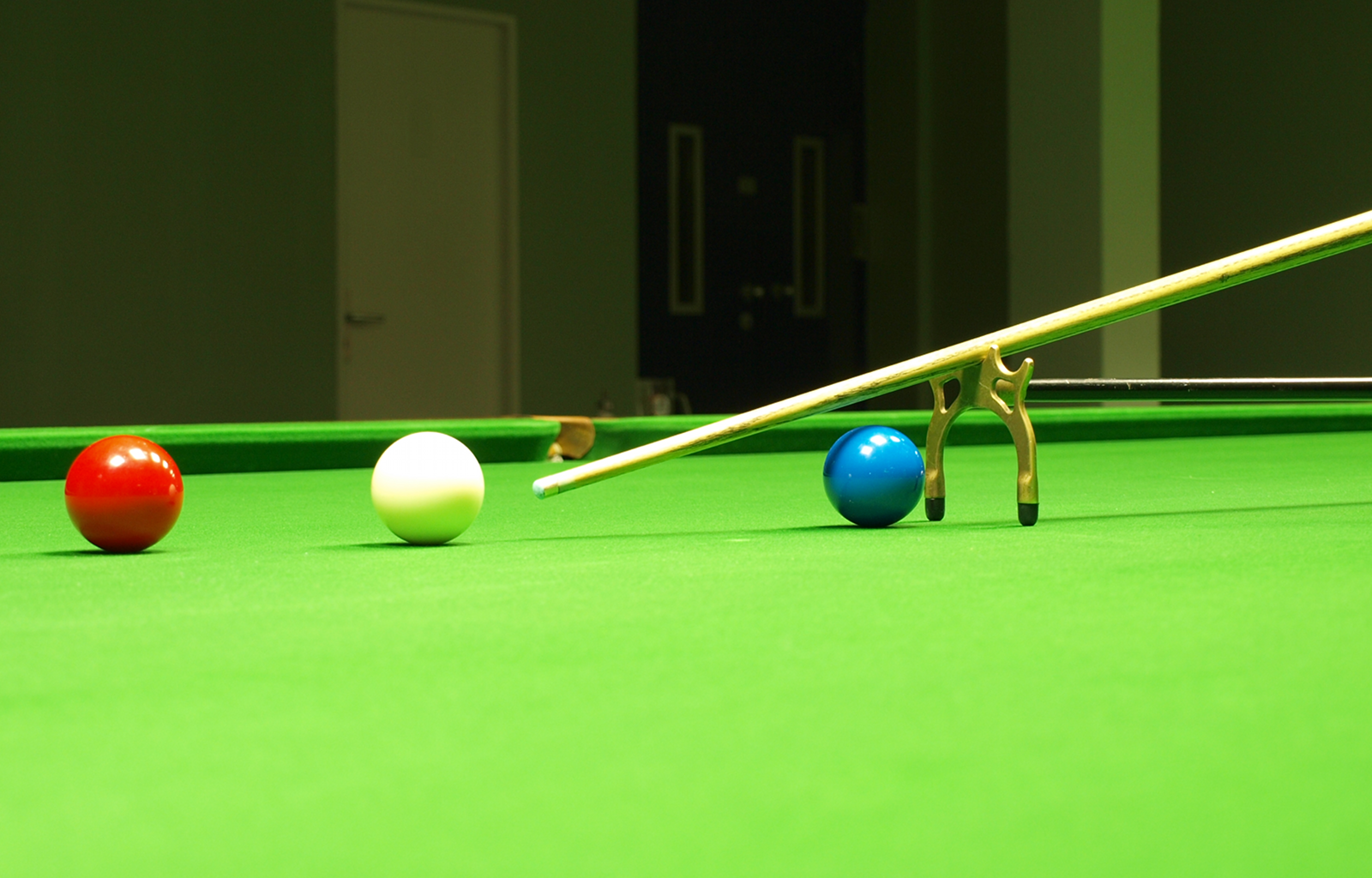
Hilfsqueue Spider
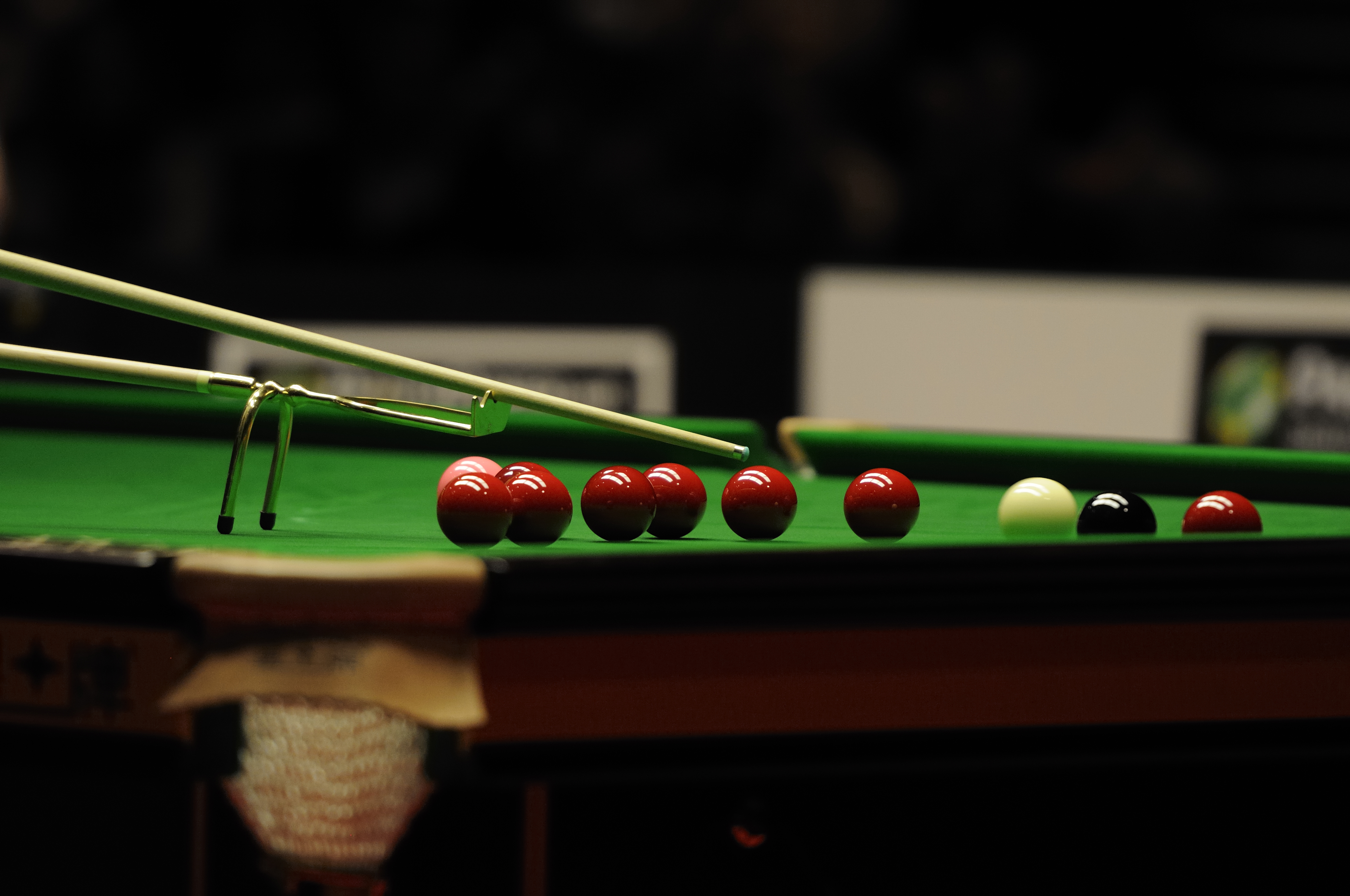
Extended Spider
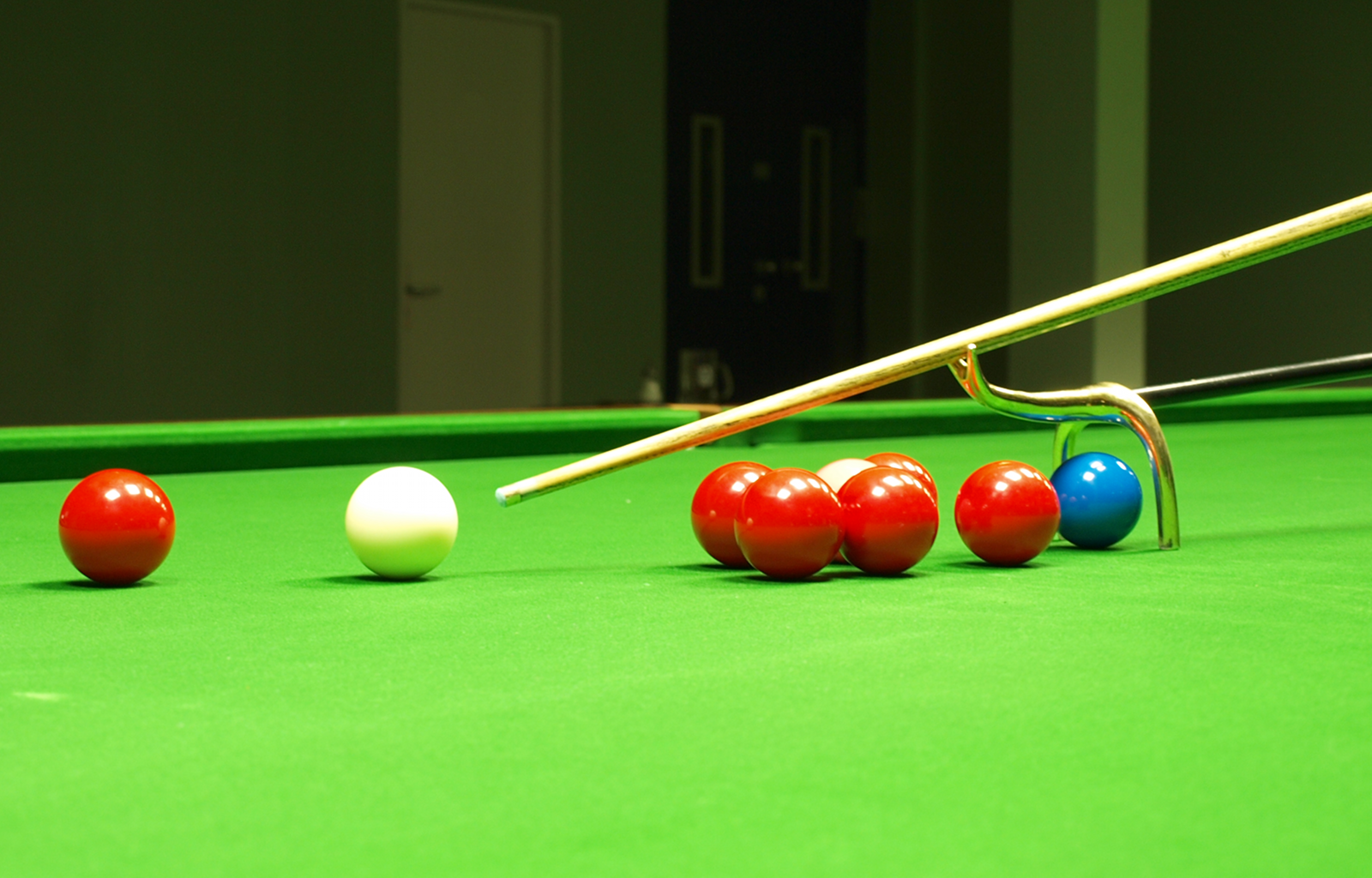
Hilfsqueue Schwan

Im Karambolage werden diese Queues eigentlich nie verwendet, da, durch die Art des Spiels, der eigene Queueball immer erreich- und spielbar ist. Üblicher ist jedoch auch hier die Verwendung von Verlängerungen.

### Queueverlängerungen
Vor allem beim Snooker gibt es darüber hinaus noch Verlängerungen für das eigentliche Spielqueue, die aufgeschraubt oder aufgestülpt werden, und sogar verlängerte Hilfsqueues, da aufgrund der Größe des Tisches die normalen Hilfsqueues nicht ausreichen. Teilweise wird hierbei auch auf das erhöhte Hilfsqueue das Standardhilfsqueue gelegt, um eine noch höhere Anspielmöglichkeit zu erhalten.

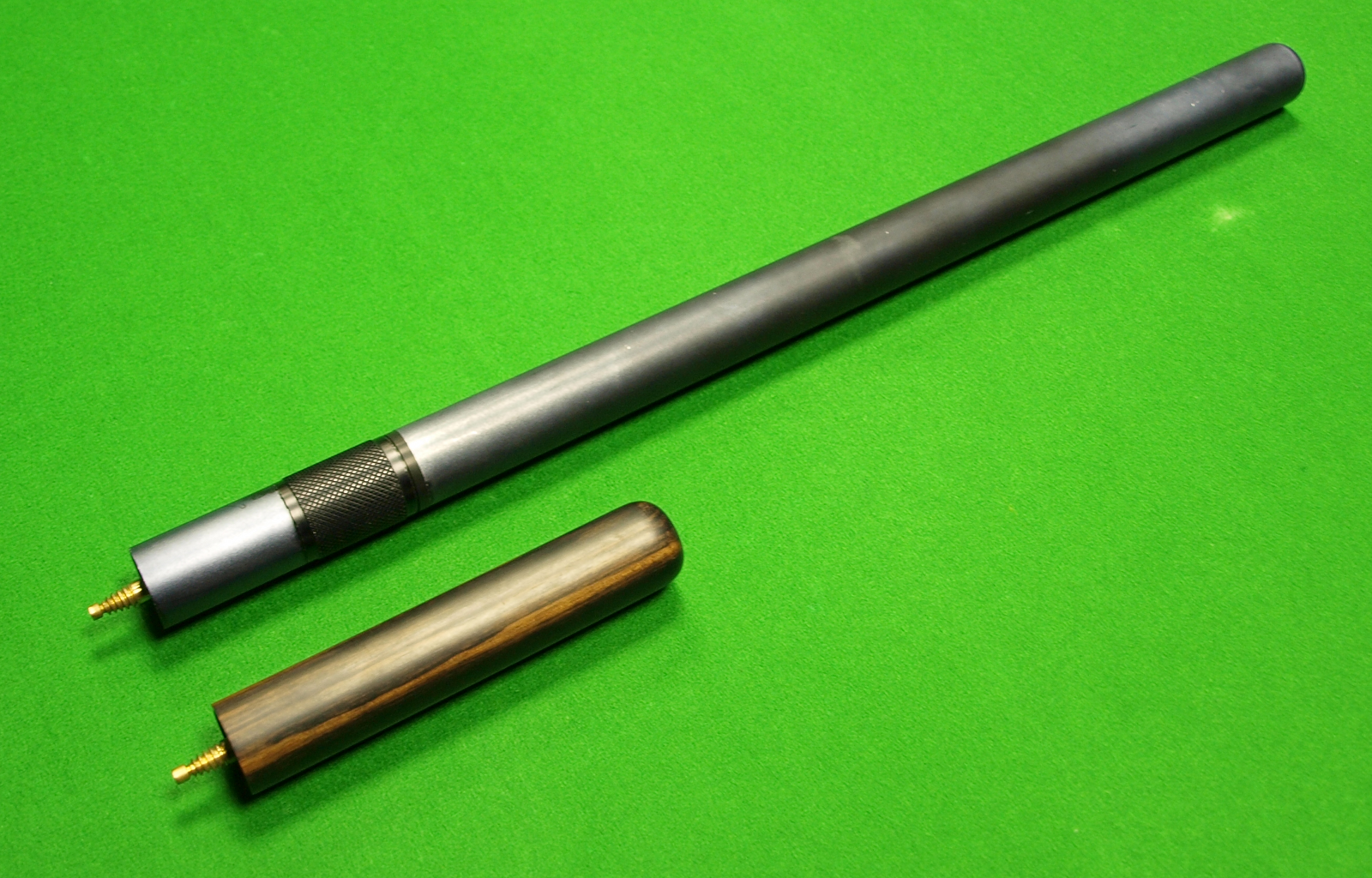
Kurze Verlängerung aus Holz und lange teleskopische Verlängerung aus Aluminium
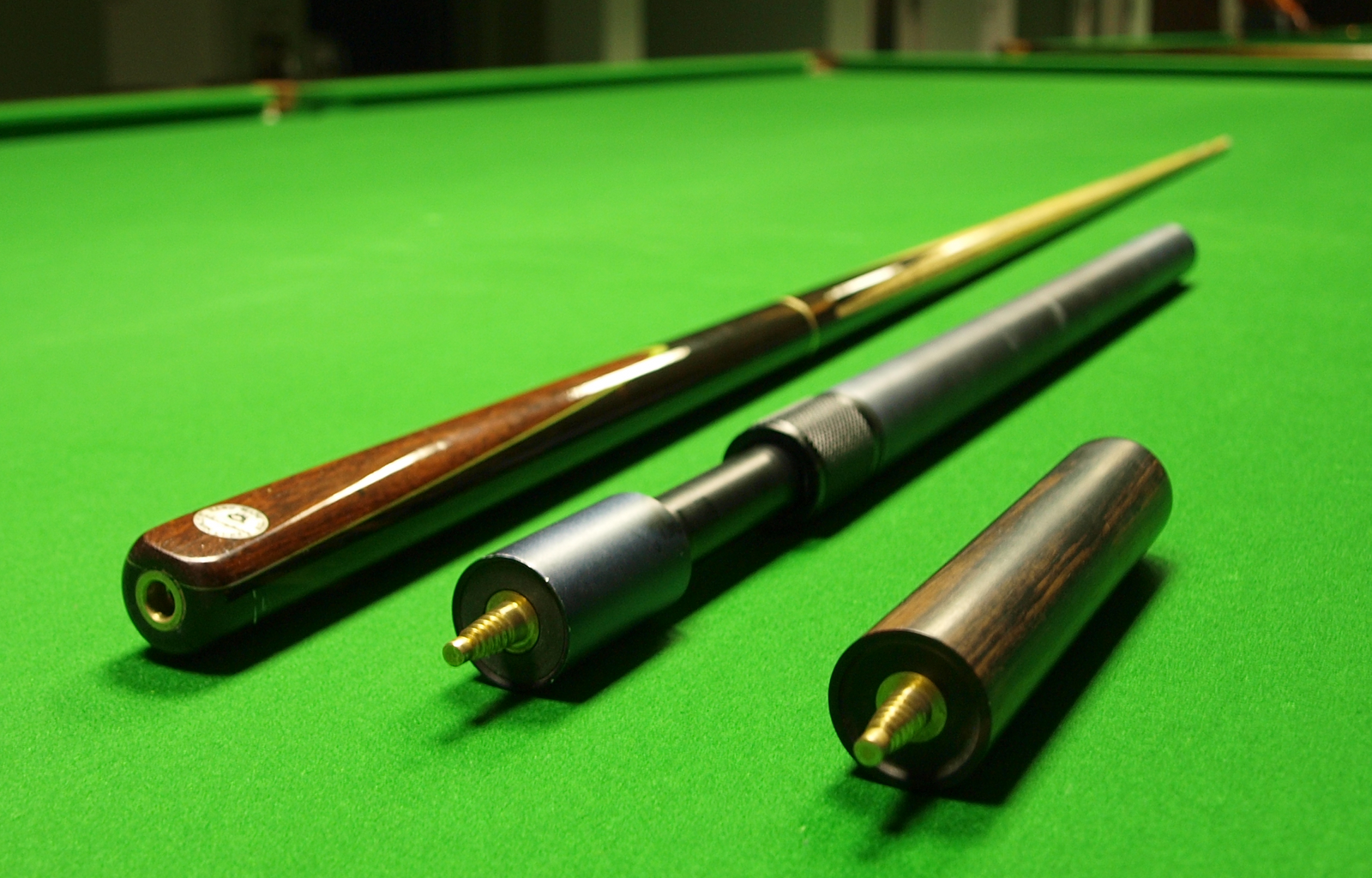
Snookerqueue mit zwei anschraubbaren Verlängerungen

## Break- und Jumpqueues
Bei einem Jump- und Break-Queue lässt sich zusätzlich auch der hintere Teil des Unterteils über ein Schnellgewinde abschrauben, um, nun gewichtsreduziert, einen so genannten Jump-Shot (das Herüberspringen des Stoßballes beim Poolbillard über einen Objektball) auszuführen. In voller Länge dienen diese Queues dazu den Eröffnungsstoß (Break) auszuführen, da dies in der Regel ebenfalls ein sehr fest ausgeführter Stoß ist.
Es gibt jedoch auch spezielle Jump- und spezielle Break-Queues, welche nur zum Breaken bzw. nur zum Jumpen eingesetzt werden.
Sprungbälle sind jedoch in einigen Disziplinen (z. B. Snooker) nicht erlaubt und auch das Break wird nicht hart gespielt, daher gibt es beim Snooker auch keine Extraqueues zum Breaken und Jumpen. Beim Karambolage findet diese Stoßart ebenfalls keine Anwendung. Das Überspringen der Bälle ist aufgrund der Ungenauigkeiten und Fehlerquoten eine eher selten angewandte Spieltaktik, da sie zudem einen hohen Trainingsaufwand erfordert. Meist kann die Wahl einer anderen Spielfolge zu einem besseren Ergebnis führen. Im Bereich des Trickshot bzw. Artistique findet der Sprungball naturgemäß ein hohes Vorkommen.

## Verwendung der Kreide

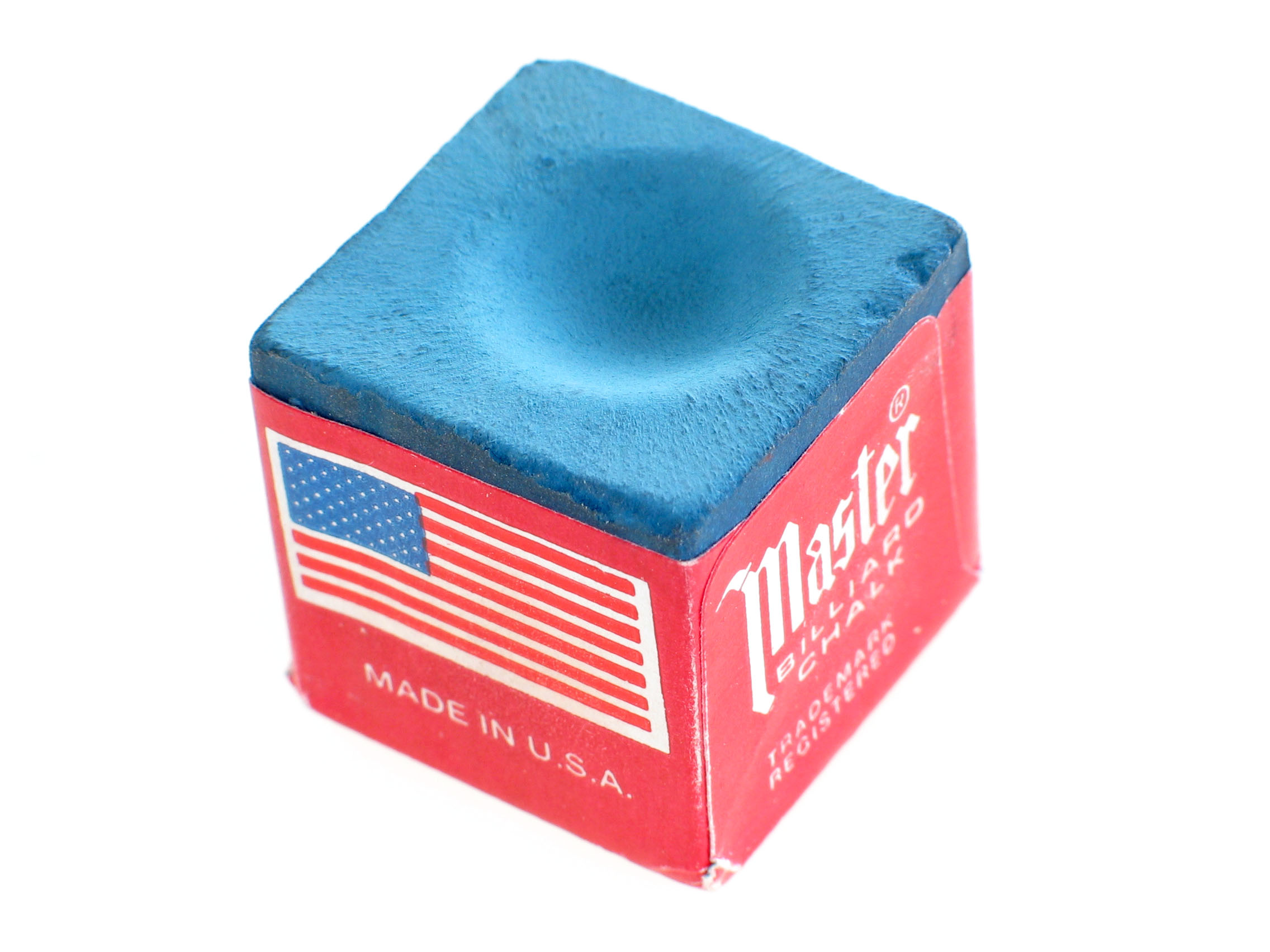
Kreidewürfel für Poolbillard

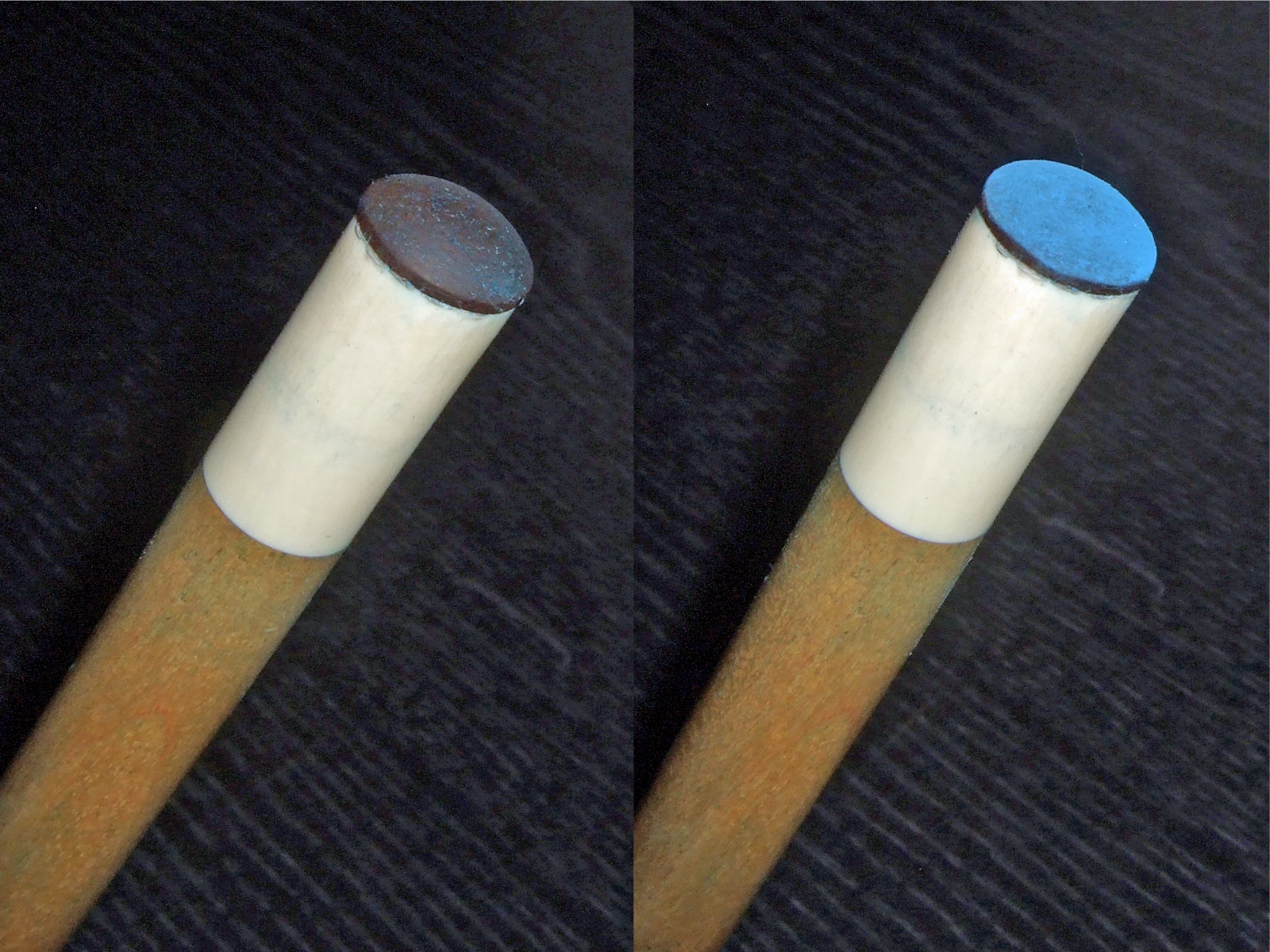
Ungekreidetes und gekreidetes Queue

Die Pomeranze wird eingekreidet, damit beim Stoß eine Haftung zwischen Ball und Queue entsteht. Die Kreide wirkt quasi als Kupplung und ermöglicht damit auch das Effetspiel. Ohne Kreide würde die Spitze beim Effetspiel abrutschen. Die Kreide soll daher vor allem eine gute Haftfähigkeit aufweisen.
Der psychologisch wichtige Moment des Kreidens soll außerdem das Spiel ruhiger machen und Distanz zum vergangenen Stoß schaffen, was sich positiv auf den Spielrhythmus auswirkt. Der Spieler schaut sich die Situation an, während er kreidet.
Korrektes Einkreiden geschieht, indem der Kreidewürfel mit kurzen Strichen waagerecht über die Pomeranze geführt und dann bei gleichzeitigem Drehen des Queues über die Flanken nach unten gezogen wird. Typische Anfänger- und Filmfehler sind das Hineindrehen des Queues in den Kreidewürfel, wobei lediglich die Flanken der Pomeranze gekreidet werden und das Oberteil ohne Kreide bleibt. Dies führt im weiteren Spielverlauf zu ungünstigen Abrutschern und unsicherer Spielweise. Jeder Profi hat seinen eigenen Kreidewürfel beim Spiel zur Hand, dieser ist der Pomeranze des eigenen Queues perfekt angepasst.

## Die Handhabung des Queues
Bei der Handhabung des Queues werden häufig Fehler gemacht. Die Stoßhand soll zum Beispiel das Queue nicht wie einen Schläger festhalten. Der Ball soll nicht zu hart gespielt werden, damit er nicht vom Tisch fällt, was in allen Billard-Disziplinen ein Foul darstellt. Richtig bemessene Stöße erhöhen auch die Genauigkeit des Stoßes und begünstigen das Fallen eines Balls, der die Tasche nicht mittig, sondern an der Flanke trifft. Zu stark gespielte Bälle prallen häufig hart an der Flanke ab und springen wieder heraus.
Ein korrekter Stoß wird normalerweise auf folgende Weise ausgeführt: Mittel-, Ring- und kleiner Finger der Stoßhand sind leicht bis gar nicht gekrümmt, das Queue liegt locker in den Fingern, es sollte zwischen Zeigefinger und Daumen fixiert werden (geschlossene Brücke), die meisten Billardspieler bevorzugen jedoch die sogenannte Offene Brücke, wobei der Zeigefinger auch leicht gekrümmt wird und der Daumen an den Knöchel des Zeigefingers angelegt wird, über diese geschaffene Fläche kann nun der Queue geführt werden. Der Stoß erfolgt nur durch eine gleichmäßige Pendelbewegung des Unterarmes von hinten nach vorne und einen ruhigen Oberarm, wobei die Stoßrichtung des Queues nicht verändert wird. Lediglich die Spitze (Pomeranze) bestimmt durch die Höhe des Anstoßes einen beschleunigten, normalen oder gebremsten Lauf des Spielballs. Nach dem Stoß wird das Queue nicht ruckartig nach hinten gerissen, es folgt vielmehr der Stoßrichtung und wird danach langsam zurückgenommen oder sogar stehengelassen.